# Kasteel Berg (Luxemburg)
Kasteel Berg (Duits: Schloss Berg) bevindt zich in Berg in de gemeente Colmar-Berg in het Groothertogdom Luxemburg en is de hoofdresidentie van de Groothertog van Luxemburg.

## Geschiedenis
Door de Belgische Revolutie, waar ook Luxemburg bij betrokken raakte, werd het grondgebied van het groothertogdom Luxemburg bij de officiële afscheiding van België van de Staat der Nederlanden verkleind. Het groothertogdom was in 1815 aan koning Willem I toebedeeld als vergoeding voor de verloren Nassause gebieden en als zodanig in een Personele unie met het Nederlandse Koninkrijk geregeerd door de koning-Groothertog.. Door de fysieke scheiding tussen Luxemburg en Nederland verminderde de invloed van de koning op Luxemburg. In de hoop de grotendeels katholieke Luxemburgse bevolking gunstig te stemmen, vatte de koning het plan op om een residentie in Luxemburg te bouwen en hij kocht hiervoor in 1845 bouwgrond aan in Berg. Volgens de grondwet van 1848 werd het nieuwe slot als exclusieve residentie van het Groothertogdom bestempeld.
In 1890 stierf Willem III, die geen mannelijke opvolger had. Overeenkomstig de Erneuerte Nassauische Erbverein verviel de personele unie tussen Nederland en Luxemburg en ging de opvolging over op een andere lijn van het Huis Nassau in de persoon van Adolf I. In 1906 liet diens opvolger, Groothertog Willem IV het oude slot afbreken om een nieuw slot op dezelfde plaats te bouwen. Dit slot was ontworpen door de Münchense architect Max Ostenrieder en de Luxemburger Pierre Funck. Als voorbeeld voor de toren heeft de door Max Ostenrieder ontworpen toren (1901) van Schloss Kospoda in Thüringen, Duitsland, gediend. De bouw begon in 1907 en werd in 1911 afgerond. Sindsdien is het slot Berg de hoofdresidentie van het groothertogelijk familie.
Tijdens de crisisjaren in de jaren 30 van de twintigste eeuw kwam ook de groothertogelijke familie in financiële nood. Groothertogin Charlotte kwam daarom met de Luxemburgse regering tot een overeenstemming om de privé-eigendommen, waaronder het Slot Berg en Groothertogelijk Paleis (de officiële residentie van de groothertog) in de stad Luxemburg, aan de staat te verkopen om deze vervolgens weer aan de groothertogelijke familie ter beschikking te stellen. Het recht om deze gebouwen te mogen gebruiken werd vastgelegd in artikel 44 van de Luxemburgse grondwet.
Tijdens de Tweede Wereldoorlog werden de meest waardevolle kunstwerken door de nazi's uit het kasteel gestolen en werd het slot door hen gebruikt als opvoedingsgesticht voor lokale Luxemburgse meisjes. Na de oorlog onderging het kasteel een intensieve renovatie en restauratie. Pas bij de troonsovername door groothertog Jan in 1964 werd het weer voor bewoning in gebruik genomen. Tot die tijd had de groothertogelijke familie in het kasteel Fischbach gewoond.

## Geboorten
Drie van de vier heersers van Luxemburg werden op het Slot Berg geboren:
- Groothertogin Maria Adelheid (geboren in 1894; regeerde van 1912–1919)
- Groothertogin Charlotte (geboren in 1896; regeerde van 1919–1964)
- Groothertog Jan (geboren in 1921; regeerde van 1964–2000)

Groothertog Hendrik werd in 1955 op het kasteel Betzdorf in Betzdorf in het oosten van Luxemburg geboren.